# Tudor (film)

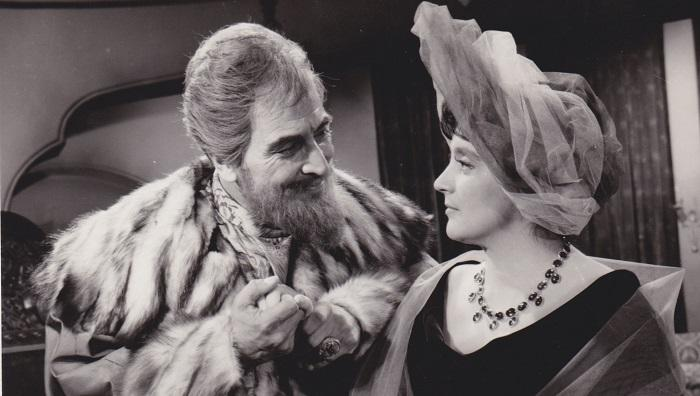
George Vraca și Lica Gheorghiu în filmul Tudor

Tudor este un film istoric lansat la 18 noiembrie 1963 în cinematografe, regizat de Lucian Bratu după un scenariu de Mihnea Gheorghiu bazat pe un poem (1953) și o piesă de teatru (1955) de Gheorghiu. Filmul a devenit în România un model pentru genul filmelor istorice, cu continuatori precum regizorii Sergiu Nicolaescu și Mircea Drăgan și scenariștii Titus Popovici, Petre Sălcudeanu, Mircea Mohor.
La TVR a fost (este) transmis în două părți: Tudor: Pământ fără lege și Tudor: Primăvara timpurie.

## Distribuție
- Emanoil Petruț — slugerul Tudor Vladimirescu, comandant de panduri
- George Vraca — Grigore Brâncoveanu, marele ban al Craiovei
- Alexandru Giugaru	— clucerul Nicolae Glogoveanu
- Lica Gheorghiu — Aristița Glogoveanu, tânăra soție a clucerului
- George Măruță — Alexandru Ipsilanti, conducătorul Eteriei
- Geo Barton — căpitanul Benescu, viitor clucer și apoi mare spătar
- Olga Tudorache — doamna Suțu, soția domnului Alexandru Suțu
- Amza Pellea — căpitanul Gârbea
- Ion Besoiu — căpitanul Zoican
- Ernest Maftei — căpitanul Pârvu
- Ion Dichiseanu — haiducul Oarcă, căpitan în oastea lui Tudor
- Luminița Iacobescu — Tincuța, fata lui Pârvu
- Toma Dimitriu — mitropolitul Dionisie Lupu al Țării Românești
- Fory Etterle — Rașid Pașa, pașa din Vidin
- Petre Gheorghiu — Dinu, logofătul boierului Glogoveanu, viitor zapciu și apoi serdar
- Florin Scărlătescu — vistiernicul Filipescu Vulpe
- Vasile Ichim — studentul inginer Tudor Poenaru de la Colegiul „Sf. Sava”
- A. Pop Marțian
- Manu Nedeianu — vornicul Bălăceanu
- Dan Nicolae
- Cornel Gârbea
- Vasile Dinescu
- Alexandru Azoiței
- Benedict Dabija — țăran revoluționar cu mustață
- Dumitru Dumitru
- Mihai Leonte
- Geo Maican
- Sorin Lepa
- Mircea Balaban — boier
- E. Semo
- Alexandru Vasiliu
- Petre Ionescu-Verești
- Minel Kleper
- Ion Pogonat
- Arcadie Donos
- Constantin Lungeanu — țăran revoluționar oltean, tatăl lui Gârbea
- Nicolae Manolescu
- Mihai Pălădescu — episcopul Ilarion al Argeșului
- Nucu Păunescu — fierarul care se alătură oastei lui Tudor Vladimirescu
- Constantin Guriță
- Tudorel Popa — calemgiul
- Mișu Herovianu
- Vasile Constantinescu
- Alexandru Demetriad (menționat Alex. Demetriad)
- Sorin Gabor
- Jean-Lorin Florescu — aghiotantul țarului Alexandru I
- Dem. Niculescu
- Bob Călinescu
- Costache Ciubotaru
- Kiamil Kiamil
- Tedi Dumitriu
- Dinu Ianculescu
- Adrian Petringenaru
- Ion Porsilă

## Primire
Filmul a fost vizionat de 11.411.018 de spectatori în cinematografele din România, după cum atestă o situație a numărului de spectatori înregistrat de filmele românești de la data premierei și până la data de 31 decembrie 1989 alcătuită de Centrul Național al Cinematografiei.
Drepturile de difuzare ale filmului în Italia au fost vândute pentru doar 3.000 de dolari.

## Legături externe
- Tudor la Internet Movie Database
- Tudor (film) la CineMagia